# Juan Lindolfo Cuestas
Juan Lindolfo de los Reyes Cuestas York, né le 6 janvier 1844 à Paysandú et mort le 21 juin 1905 à Paris, est un homme d'État uruguayen.
Il est le président de l’Uruguay du 25 août 1894 au 1er mars 1903.

## Biographie

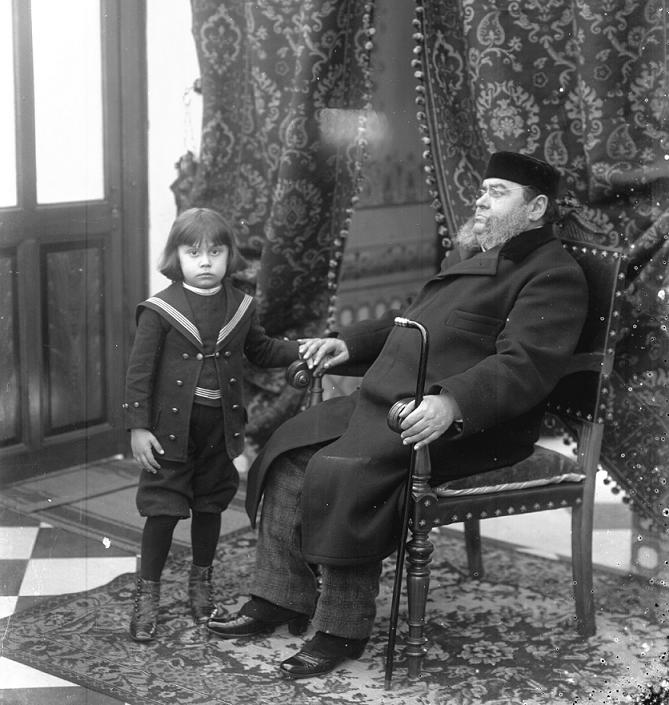
Portrait par John Fitz-Patrick

Membre du Parti Colorado, il est sénateur et député dans les années 1880, ministre des Finances de l'Uruguay (1880) et ministre de la Culture et de l'Éducation nationale (1884-1886).